# 紹興 (宋)
紹興（しょうこう）は、中国・南宋時代に高宗の治世で用いられた元号。1131年 - 1162年。

## 西暦等との対照表
| 紹興 | 元年     | 2年      | 3年              | 4年      | 5年      | 6年      | 7年      | 8年      | 9年              | 10年     |
| 西暦 | 1131年   | 1132年   | 1133年           | 1134年   | 1135年   | 1136年   | 1137年   | 1138年   | 1139年           | 1140年   |
| 干支 | 辛亥     | 壬子     | 癸丑             | 甲寅     | 乙卯     | 丙辰     | 丁巳     | 戊午     | 己未             | 庚申     |
| 金   | 天会9年  | 天会10年 | 天会11年         | 天会12年 | 天会13年 | 天会14年 | 天会15年 | 天眷元年 | 天眷2年          | 天眷3年  |
| 西夏 | 正徳5年  | 正徳6年  | 正徳7年          | 正徳8年  | 大徳元年 | 大徳2年  | 大徳3年  | 大徳4年  | 大慶元年         | 大慶2年  |
| 紹興 | 11年     | 12年     | 13年             | 14年     | 15年     | 16年     | 17年     | 18年     | 19年             | 20年     |
| 西暦 | 1141年   | 1142年   | 1143年           | 1144年   | 1145年   | 1146年   | 1147年   | 1148年   | 1149年           | 1150年   |
| 干支 | 辛酉     | 壬戌     | 癸亥             | 甲子     | 乙丑     | 丙寅     | 丁卯     | 戊辰     | 己巳             | 庚午     |
| 金   | 皇統元年 | 皇統2年  | 皇統3年          | 皇統4年  | 皇統5年  | 皇統6年  | 皇統7年  | 皇統8年  | 皇統9年 天徳元年 | 天徳2年  |
| 西夏 | 大慶3年  | 大慶4年  | 大慶5年          | 人慶元年 | 人慶2年  | 人慶3年  | 人慶4年  | 人慶5年  | 天盛元年         | 天盛2年  |
| 紹興 | 21年     | 22年     | 23年             | 24年     | 25年     | 26年     | 27年     | 28年     | 29年             | 30年     |
| 西暦 | 1151年   | 1152年   | 1153年           | 1154年   | 1155年   | 1156年   | 1157年   | 1158年   | 1159年           | 1160年   |
| 干支 | 辛未     | 壬申     | 癸酉             | 甲戌     | 乙亥     | 丙子     | 丁丑     | 戊寅     | 己卯             | 庚辰     |
| 金   | 天徳3年  | 天徳4年  | 天徳5年 貞元元年 | 貞元2年  | 貞元3年  | 正隆元年 | 正隆2年  | 正隆3年  | 正隆4年          | 正隆5年  |
| 西夏 | 天盛3年  | 天盛4年  | 天盛5年          | 天盛6年  | 天盛7年  | 天盛8年  | 天盛9年  | 天盛10年 | 天盛11年         | 天盛12年 |
| 紹興 | 31年     | 32年     |                  |          |          |          |          |          |                  |          |
| 西暦 | 1161年   | 1162年   |                  |          |          |          |          |          |                  |          |
| 干支 | 辛巳     | 壬午     |                  |          |          |          |          |          |                  |          |
| 金   | 大定元年 | 大定2年  |                  |          |          |          |          |          |                  |          |
| 西夏 | 天盛13年 | 天盛14年 |                  |          |          |          |          |          |                  |          |

## 出来事
- 紹興元年
  - 正月元日：即日改元。
  - 10月26日：越州を紹興府と改める。
- 紹興8年
  - 2月22日：正式に臨安が都となる。
- 紹興11年
  - 11月21日：金と和約を結ぶ。両国関係は君臣と定め、金に毎年歳貢を送ることにする。淮水から大散関に至る境界線が国境に定められる。歳貢の内容として、銀は25万両、絹は25万匹となる。
  - 11月26日：和約を厳守するという高宗の誓いの表文が金に送られる。
  - 12月29日：岳飛が処刑される。
- 紹興12年
  - 正月9日：枢密行府を廃する。
  - 3月14日：淮水を渡って私的に往来することが厳禁される。
  - 5月：淮西・京西・陝西の諸路に金との交易のための榷場が設置される。
  - 8月29日：徽宗の梓宮が臨安に至る。
  - 11月5日：経界法が施行される。
- 紹興15年
  - 正月元日：南遷以来の初めて大朝会の礼が行われる。
  - 閏11月3日：新科明法を廃する。
- 紹興16年
  - 3月1日：武学が設置される。
  - 9月25日：市舶司の海上貿易を勧める詔勅が出る。
- 紹興20年
  - 4月27日：力田科が設置され、江浙・福建の民を募って両淮地方の閑田を耕作させる。
  - 6月21日：民の集会・結社を禁ずる。
- 紹興21年
  - 2月14日：諸州に恵民局を置くという詔勅が出る。
- 紹興22年
  - 7月24日：虔州の軍人の斉述が反乱。
  - 11月：斉述を誅す。
- 紹興24年
  - 5月1日：衢州にて乱が起こる。
  - 7月24日：南丹州蛮の酋長を始め宜州界外の諸蛮が帰順して来る。
  - 8月14日：衢州の乱が平定される。
- 紹興25年
  - 10月22日：宰相の秦檜が死去。
- 紹興28年
  - 6月3日：臨安の皇城に外城を築く。この頃、行在臨安の建設は概ね完了する。
- 紹興31年
  - 2月13日：臨安に行在会子務が設置される。
  - 5月19日：金の使者が南伐の脅威を示す。また、欽宗の訃報も伝えられる。
  - 9月5日：金の海陵王の率いる南伐軍が侵攻開始。
  - 10月27日：山東近海に出撃した宋の水軍が金の艦隊を破る。
  - 11月8日：虞允文が長江南岸に攻め寄せた海陵王の親征軍を迎撃して破る（采石磯の戦い）。
  - 11月27日：海陵王が兵変により殺害される。
- 紹興32年
  - 6月11日：高宗が退位する。
  - 7月13日：岳飛の元官が追復され、その遺骸を改葬する。
  - 10月21日：呉璘の率いる宋軍が徳順軍にて金軍の迎撃により敗退する。
  - 11月16日：孝宗の即位により翌年から「隆興」へ踰年改元の詔が下る。